# 日本視覚障害ゴルファーズ協会
特定非営利活動法人日本視覚障害ゴルファーズ協会（にほんしかくしょうがいゴルファーズきょうかい、Visually Impaired Golfers of Japan、略称VIG）は、視覚障害者ゴルフを通して視覚障害者の社会参加を推進、視覚障害者に対する正しい理解、視覚障害者の自立とより広い社会参加、視覚障害者のクオリティ・オブ・ライフの向上に寄与することを目的として設立された特定非営利活動法人。

## 沿革
- 1994年7月、23人で「日本視覚障害ゴルファーズ連絡協議会」を設立。
- 1996年、「日本視覚障害ゴルファーズ協会」に改名。
- 1998年に日本障害者スポーツ協会の登録団体となる。
- 2008年2月8日に特定非営利活動法人の認証を受ける。

## 主催・共催大会
- 「盲導犬育成支援盲人ゴルフ大会」（1994年第2回-、日本盲導犬協会と共催）
- 「視覚障害者ゴルフ大会」（1994年-） - 1994年第1回は日本初の盲人のみのゴルフトーナメント
- 「全国視覚障害者ゴルフ競技会」（2004年-） - 全国視覚障害者ゴルフ大会を改称。回数は通算されている。
  - 「全国視覚障害者ゴルフ大会」（1997年-2003年）

## 組織
会長
1. 黒羽根唯年（1994年-1997年）
2. 清水政直（1997年-2001年）
3. 黒羽根唯年（2001年-2006年） 再任
4. 壁谷晴子（2006年-2012年）
5. 伊藤道夫（2012年-）

下部組織
- VIG東京都視覚障害ゴルファーズ協会
- VIG千葉県視覚障害ゴルファーズ協会
- VIG神奈川県視覚障害ゴルファーズ協会
- 新潟県障害ゴルファーズ協会
- ブラインドゴルファーを育てる会・静岡
- 京都視覚障害ゴルファーズ協会(KBG)
- NPO法人 大阪視覚障害ゴルファーズ協会(OBG)
- 広島視覚障害者ゴルフバーディ会
- NPO法人 九州視覚障害ゴルファーズ協会

## 主な活動内容
- 年1回の全国視覚障害者ゴルフ競技会の主催・実施
- 盲人ゴルフ普及のための大会の開催
- 会報の発行による盲人ゴルフの社会的啓発および広報
- 盲人ゴルフのルール、ハンディキャップの制定、マニュアルの頒布（有料）
- 視覚障害ゴルファー、パートナーのための研修会、練習会の企画、実施

出典。国内での普及活動がメインであり、国際大会への出場はない。